# Ганс-Ґеорґ Ґадамер
Ганс-Ґеорґ Ґадамер (нім. Hans-Georg Gadamer) (11 лютого 1900, Марбург — 12 березня 2002, Гайдельберг) — німецький філософ, один із найзначніших мислителів другої половини XX ст., відомий передусім як засновник «філософської герменевтики».

## Життєпис
Ганс-Ґеорґ Ґадамер вивчав філософію, історію, теорію літератури, історію мистецтв та євангельську теологію в університетах Бреслау та Марбурга.
У 1922 році захистив докторську дисертацію під керівництвом Пауля Наторпа.
В 1923 році познайомився з Мартіном Гайдеґґером, який викладав у Марбурзькому університеті. Доповнив освіту вивченням класичної філології й у 1929 році захистив дисертацію про платонівський «Філебе».
З 1939 до 1947 року — професор у Лейпцизькому університеті (в 1946—1947 рр. — ректор закладу).
Після дворічного викладання у Франкфурті-на-Майні зайняв кафедру в університеті Гайдельберґа, якою раніше керував Карл Ясперс. Ясперсом був заснований в 1953 році журнал «Philosophische Rundschau». Після виходу на пенсію (1968) викладав як запрошений професор в університетах США (до 1989 року).

## Філософія
У творі «Істина і метод» (1960) Ганс-Ґеорґ Ґадамер показує, що науковий спосіб пізнання — не єдиний, і тим більше не універсальний. Він виділяє три основні типи ставлення людини до світу, а отже, розуміння цього світу і «буття» в ньому: «естетичний», «історичний» та «мовний» — і стверджує, що саме досвід мистецтва є спосіб розкриття істини. Історизм XIX ст., навпаки, замінив «розуміння» історії її «вивченням», тобто звичкою розглядати явища тільки як продукт соціальних і культурних обставин, породження «історичної епохи», чужої нашій свідомості. Не рятує і «психологізм», прагнення «вжитися» в досвід іншого. Необхідно з'єднання горизонту автора й «інтерпретатора» на базі мови. При цьому мову Гадамер розуміє як особливу реальність, у якій здійснюється й «розуміння» людьми світу й один одного, і їхнє «дійсне буття».
Григорій Грабович вважає внесок Ґадамера вирішальним для становлення герменевтичної теорії сприйняття, також цікавими є його погляди на мови народів і їхню свідомість:
|  | ...успадкована мовна форма не може бути відділеною від змісту. Якщо кожна мова є світобаченням..., вона є ним не в сенсі окремого типу мови..., але на підставі того, що цією мовою є сказане або передане |

.

## Нагороди
- 1979 — Премія Зигмунда Фрейда за наукову прозу

## Основні праці

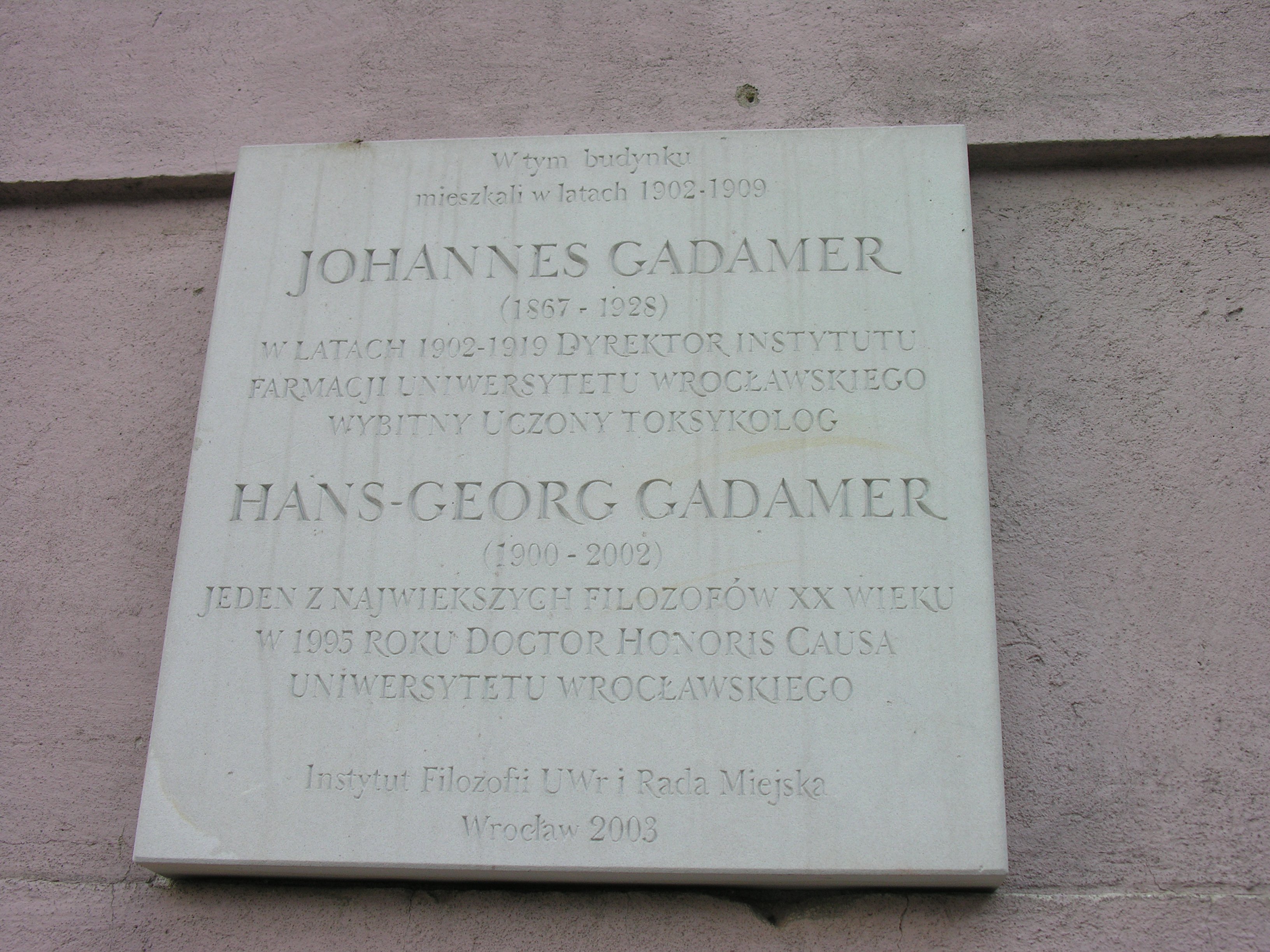
Пам'ятна табличка у Вроцлаві

- Wahrheit und Methode. Grundzüge einer philosophischen Hermeneutik (Істина і метод. Основи філософської герменевтики) — 1960 р.
- Kleine Schriften (Philosophical Hermeneutics) (Маленькі писання /Філософська герменевтика/) — 1967 р.
- Vernunft im Zeitalter der Wissenschaft. (Розум в епоху науки) — 1976 р.
- Dialogue and Dialectic (Діалог і діалектика) — 1980 р.
- Lob der Theorie (Похвала теорії) — 1983 р.
- Das Erbe Europas (Спадщина Європи) — 1989 р.
- Über die Verborgenheit der Gesundheit (Щодо охорони здоров'я) — 1993 р.
- Der Anfang der Philosophie (Початок філософії) — 1996 р.
- Erziehung ist sich erziehen (Виховання як самовиховання) — 2000 р.
- Hermeneutische Entwürfe. Vorträge und Aufsätze (Герменевтичні проєкти. Доповіді і статті) — 2000 р.
- Platos dialektische Ethik. Phänomenologische Interpretationen zum Philebos (Діалектична етика Платона. Феноменологічні інтерпретації Філеба) — 2000 р.

## Переклади українською
- Ґадамер Г.-Ґ. Істина і метод. — Том 1: Герменевтика І: Основи філософської герменевтики. — К.: Юніверс, 2000. — 464 c.
- Ґадамер Г.-Ґ. Істина і метод. — Том 2: Герменевтика II: доповнення. — К.: Юніверс, 2000. — 478 с.
- Ґадамер Г.-Ґ. Герменевтика і поетика. — К.: Юніверс, 2001. — 288 с.
- Ґадамер Г.-Ґ. Вірш і розмова. Есе. — Львів: Незалежний культурологічний журнал «Ї», 2002. — 188 с.[6]